# Lake Park (Floryda)
Lake Park – miasto w Stanach Zjednoczonych, w stanie Floryda, w hrabstwie Palm Beach.